# Kong (achternaam)
Kong is een veelvoorkomende Chinese achternaam en staat op de 25e plaats in de 
Baijiaxing.

## Oorsprong
De clan Kong is een Han-Chinees geslacht dat beweert af te stammen van de koningen van de Shang-dynastie. 
De eerste genealogie met nazaten van Confucius werd gepubliceerd in 1080 tijdens de Noordelijke Song-dynastie. In 2009 werd een nieuwe versie van de stamboom gepubliceerd.Dit naslagwerk telde meer dan 1,3 miljoen personen en kreeg hiermee een plaats in het Guinness Book of Records als grootste stamboom ooit.
In 1715 werd een alliantie met de Hui een etnisch islamitische groep gesloten, veel afstammelingen van Confucius bekeerden zich tot de Islam. Behalve Han-Chinezen en Hui, bestaan er vandaag ook afstammelingen van Confucius onder Miao, Tibetanen, Mantsjoes, enz. Ook zijn er clanleden naar Taiwan, Korea, Singapore en de Verenigde Staten geëmigreerd.
In de provincie Shangdong leven nazaten met de familienaam Qu, zij stammen af van Kong Yanling, een 59e generatie afstammeling van Confucius, die een van zijn zonen liet adopteren door zijn vriend Qu Yaotian.